# روجر مانويل
روجر مانويل (بالإنجليزية: Roger Manuel) (10 نوفمبر 1988 بجزر كوك في نيوزيلندا - ) هو لاعب كرة قدم نيوزلندي في مركز الوسط. شارك مع منتخب جزر كوك لكرة القدم. أما مع النوادي، فقد لعب مع توبابا مارايرينغا.

## وصلات خارجية
- روجر مانويل على موقع قاعدة بيانات كرة القدم.إي يو (الإنجليزية)
- روجر مانويل على موقع ناشيونال فوتبول تيمز (الإنجليزية)